# Свине (озеро)
Свине — озеро, яке розташоване на півдні України, в Одеській області.

## Географія
Озеро Свине розташоване на південному заході України, на відстані 400 км на південь від Києва. Озеро розташоване на висоті 4 метри над рівнем моря. Займає 0,25 км2. Найвища точка району має висоту 152 метри й знаходиться за 7.3 км на захід від озера. Територія навколо нього майже вкрита змішаним лісом. Протяжність із півночі на південь — 0,6 км, зі сходу на захід — 0,6 км.